# 圭林村
圭林村（けいりんむら）は山梨県東八代郡にあった村。現在の笛吹市境川地区の北端にあたる。

## 地理
- 山：曽根丘陵（坊ヶ峯）
- 河川：笛吹川

## 歴史
- 1874年（明治7年）12月 - 八代郡大坪村・石橋村・三椚村・坊ヶ峯新田が合併して圭林村となる。
- 1878年（明治11年）7月22日 - 郡区町村編制法の施行により、圭林村が東八代郡の所属となる。
- 1889年（明治22年）7月1日 - 町村制の施行により、近世以来の圭林村が単独で自治体を形成。
- 1903年（明治36年）4月1日 - 五成村・藤垈村・寺尾村と合併して境川村が発足。同日圭林村廃止。

## 交通
現在は旧村域を中央自動車道が通過するが、当時は未開通。